# UCI ProSeries 2025
UCI ProSeries 2025 – 6. edycja cyklu wyścigów kolarskich UCI ProSeries.
W kalendarzu 6. edycji cyklu UCI ProSeries znalazło się 58 wyścigów rozgrywanych między 5 lutego a 19 października 2025.

## Kalendarz
Opracowano na podstawie:
| UCI ProSeries 2025    | UCI ProSeries 2025 | UCI ProSeries 2025              | UCI ProSeries 2025 | UCI ProSeries 2025                            | UCI ProSeries 2025                           | UCI ProSeries 2025                          | UCI ProSeries 2025 |
| Data                  | Państwo            | Wyścig                          | Kat.               | Zwycięzca                                     | Drugie miejsce                               | Trzecie miejsce                             |                    |
| --------------------- | ------------------ | ------------------------------- | ------------------ | --------------------------------------------- | -------------------------------------------- | ------------------------------------------- | ------------------ |
| 5 – 9 lutego 2025     | Hiszpania          | Volta a la Comunitat Valenciana | 2.Pro              | Santiago Buitrago (Bahrain Victorious)        | João Almeida (UAE Team Emirates XRG)         | Pello Bilbao (Bahrain Victorious)           |                    |
| 8 – 12 lutego 2025    | Oman               | Tour of Oman                    | 2.Pro              | Adam Yates (UAE Team Emirates XRG)            | Valentin Paret-Peintre (Soudal Quick-Step)   | David Gaudu (Groupama-FDJ)                  |                    |
| 16 lut                | Hiszpania          | Clásica de Almería              | 1.Pro              | Milan Fretin (Cofidis)                        | Max Kanter (XDS Astana Team)                 | Émilien Jeannière (Team TotalEnergies)      |                    |
| 16 lut                | Portugalia         | Figueira Champions Classic      | 1.Pro              | António Morgado (UAE Team Emirates XRG)       | Paul Magnier (Soudal Quick-Step)             | Mathias Vacek (Lidl-Trek)                   |                    |
| 19 – 23 lutego 2025   | Hiszpania          | Vuelta a Andalucía              | 2.Pro              | Pawieł Siwakow (UAE Team Emirates XRG)        | Clément Berthet (Decathlon-AG2R La Mondiale) | Thomas Pidcock (Q36.5 Pro Cycling Team)     |                    |
| 19 – 23 lutego 2025   | Portugalia         | Volta ao Algarve                | 2.Pro              | Jonas Vingegaard (Team Visma \| Lease a Bike) | João Almeida (UAE Team Emirates XRG)         | Laurens De Plus (Ineos Grenadiers)          |                    |
| 1 mar                 | Francja            | Classic de l’Ardèche            | 1.Pro              | Romain Grégoire (Groupama-FDJ)                | Marco Brenner (Tudor Pro Cycling Team)       | Lorenzo Fortunato (XDS Astana Team)         |                    |
| 2 mar                 | Belgia             | Kuurne-Bruksela-Kuurne          | 1.Pro              | Jasper Philipsen (Alpecin-Deceuninck)         | Olav Kooij (Team Visma \| Lease a Bike)      | Hugo Hofstetter (Israel-Premier Tech)       |                    |
| 2 mar                 | Francja            | La Drôme Classic                | 1.Pro              | Juan Ayuso (UAE Team Emirates XRG)            | Mattias Skjelmose (Lidl-Trek)                | Ben Tulett (Team Visma \| Lease a Bike)     |                    |
| 5 mar                 | Włochy             | Trofeo Laigueglia               | 1.Pro              | Juan Ayuso (UAE Team Emirates XRG)            | Christian Scaroni (XDS Astana Team)          | Michael Storer (Tudor Pro Cycling Team)     |                    |
| 19 mar                | Włochy             | Mediolan-Turyn                  | 1.Pro              | Isaac Del Toro (UAE Team Emirates XRG)        | Ben Tulett (Team Visma \| Lease a Bike)      | Tobias Halland Johannessen (Uno-X Mobility) |                    |
| 19 mar                | Belgia             | Nokere Koerse                   | 1.Pro              | Nils Eekhoff (Team Picnic-PostNL)             | Matteo Moschetti (Q36.5 Pro Cycling Team)    | Luke Lamperti (Soudal Quick-Step)           |                    |
| 20 mar                | Francja            | Grand Prix de Denain            | 1.Pro              | Matthew Brennan (Team Visma \| Lease a Bike)  | Gianni Vermeersch (Alpecin-Deceuninck)       | Dries De Bondt (Decathlon-AG2R La Mondiale) |                    |
| 21 mar                | Belgia             | Bredene Koksijde Classic        | 1.Pro              | Edward Theuns (Lidl-Trek)                     | Luke Lamperti (Soudal Quick-Step)            | Nils Eekhoff (Team Picnic-PostNL)           |                    |
| 5 kwi                 | Hiszpania          | Grand Prix Miguel Indurain      | 1.Pro              |                                               |                                              |                                             |                    |
| 18 kwi                | Belgia             | Brabantse Pijl                  | 1.Pro              |                                               |                                              |                                             |                    |
| 10 maj                | Francja            | Grand Prix du Morbihan          | 1.Pro              |                                               |                                              |                                             |                    |
| 11 maj                | Francja            | Tro Bro Leon                    | 1.Pro              |                                               |                                              |                                             |                    |
| 14 – 18 maja 2025     | Węgry              | Tour de Hongrie                 | 2.Pro              |                                               |                                              |                                             |                    |
| 4 – 8 czerwca 2025    | Słowenia           | Dirka po Sloveniji              | 2.Pro              |                                               |                                              |                                             |                    |
| 12 – 16 sierpnia 2025 | Dania              | Danmark Rundt                   | 2.Pro              |                                               |                                              |                                             |                    |